# サンタ・フェ (メキシコシティ)
サンタ・フェ（Santa Fe）は、メキシコシティの主要なビジネス地区のひとつで、メキシコシティ西端のクアヒマルパ・デ・モレロスとアルバロ・オブレゴンにまたがっている。メキシコシティ中央部から行くには主にレフォルマ通りとコンスティトゥイェンテス通りを使用する。サンタフェの中心には巨大なショッピングセンターであるセントロ・サンタ・フェがあり、その周囲を主に高層建築物が囲んでいる。ほかに住宅地といくつかの大学のキャンパスなどがある。トルーカ＝メキシコシティ都市間鉄道が開通することによってこの地区の交通と発展が改善されることが期待されている。

## 概要
メキシコシティ政府によれば、サンタ・フェの面積は931.64ヘクタールである。
サンタ・フェには20万人を越える人々が働き、数万人の学生がこの地の大学に通っている。
サンタ・フェに本社を置く主要な企業には、航空会社のボラリス、グルーポ・ビンボ、メキシコ・クライスラー、デパートのリベルプール (Liverpool (store)) などがある。
サンタ・フェにはイベロアメリカーナ大学と経済調査教育センター (Centro de Investigación y Docencia Económicas) のメインキャンパスがあり、ほかにパンアメリカーナ大学 (Panamerican University) 、バジェ・デ・メヒコ大学 (Universidad del Valle de México) 、モンテレイ工科大学などがサンタ・フェにキャンパスを持っている。
セントロ・サンタ・フェは2018年の段階で21万平方メートルの面積を持つラテンアメリカ最大のショッピングセンターであり、ひと月に平均195万人が訪れる。

## 交通
メキシコシティ中心部からの交通にはレフォルマ通りとコンスティトゥイェンテス通りがあるが、いずれもピーク時には渋滞している。コンデサの内環状道路からサンタ・フェの手前のレフォルマ通りまでコンスティトゥイェンテス通り沿いにトンネルを掘る計画が立てられたことがある。
2013年にサンタ・フェから出てメキシコシティ南西部のサン・ヘロニモでペリフェリコ（周縁環状道路）に接続する有料道路のスペルビア・ポニエンテ (Supervía Poniente) が開通した。この道路はメキシコシティでもっとも使用頻度が高く利益の多い有料道路であり、最初の5年間に1960万ペソの利益を政府にもたらした。
サンタ・フェの西にあるチャマパ＝ラ・ベンタ有料道路はエッジ・シティのインテルロマス (Interlomas) に通じ、そこから北へ伸びている。
公共交通機関にはペセロ（ミニバス）および通常のバスがある。Ecobusはセントロ・サンタ・フェの終点からメキシコシティ中心部のメキシコシティ地下鉄バルデラス駅の間を結ぶ線と、アンヘル・デ・ケバド駅の間を結ぶ線がある。ほかにタクバヤ駅やラ・ビジャ・バシリカ駅行きバスもある。
トルーカ＝メキシコシティ都市間鉄道が建設中であり、サンタ・フェに駅が作られる予定になっている。しかし計画は遅れ、2023年に開業予定とされている。2023年9月に高速鉄道はトルーカ部分のみが開通し、「エル・インスルヘンテ」と命名された。全面開通は2024年5月を予定している。

## 歴史
バスコ・デ・キロガはトマス・モア『ユートピア』の影響を受け、当時のメキシコシティの西に救済村であるサンタ・フェを1532年に設立した。救済村の跡は現在も残っている。
スペインによる植民地時代から独立後の20世紀はじめまで、サンタ・フェは田園地帯および砂の採掘場であった。サンタ・フェはタクバヤとトルーカを結ぶ街道沿いに位置していた。ポルフィリオ・ディアス大統領の時代にかつての街道沿いに鉄道が建設された。
1960年代にはいると砂の採掘場の一部は採算が取れなくなってメキシコシティ連邦区に売られ、連邦区はその跡をごみ捨て場として使用した。1980-1990年代に急速に開発が進んだ。1988年にイベロアメリカーナ大学がサンタ・フェに移転した。1993年にセントロ・サンタ・フェが開店した。パリのラ・デファンスのようなエッジシティをごみ捨て場の跡に建設する計画が立てられたが、1994年の経済危機のために計画は宙に浮き、2000年になって工事が再開した。

## 評価
イベロアメリカーナ大学のエンリケ・マルティン・モレノおよびマリア・モレノは、サンタ・フェが自己充足的で住民が外部に出る必要がないと評価している。ハーバード大学のジェフリー・イナバはサンタ・フェとメキシコシティの他の部分と連関性を持つべきだと論じている。サンタ・フェの開発計画原案の著者であるロケ・ゴンサレスは、2005年に「道路や公共の空間、歩行者地帯の不足によって、今後15年のうちに深刻な問題が生じるだろう。我々は交通麻痺と人間が使える空間の不足へとまっしぐらに向かっている」と言っている。